# Baureihe E 11
Baureihe E 11 (seria DR: E 11, później 211, DB: 109) - lokomotywa elektryczna produkowana w latach 1961-1976 dla kolei wschodnioniemieckich. Wyprodukowano 96 lokomotyw. Elektrowozy zostały wyprodukowane do prowadzenia pociągów pasażerskich na zelektryfikowanych liniach kolejowych.
Dwie pierwsze lokomotywy wyprodukowano w styczniu 1961 roku. Pierwsza lokomotywa została zachowana jako sprawna.
Pokrewną serią dla pociągów towarowych była Baureihe E 42.